# Убить Билла
«Уби́ть Би́лла» (англ. Kill Bill) — фильм режиссёра Квентина Тарантино, снятый по его же сценарию. Фильм рассказывает историю женщины по имени Беатрикс Киддо, в прошлом бывшей наёмной убийцы. Релиз первой части состоялся осенью 2003 года, второй части — весной 2004 года. Главные роли в картине исполнили Ума Турман и Дэвид Кэррадайн.

## Общая линия сюжета
Сюжет дилогии нелинеен и разбит на главы.
Порядок историй в фильмах:
|  | - Фильм 1: 1. Глава 1. Вторая жертва 2. Глава 2. Окровавленная невеста 3. Глава 3. История О-Рен 4. Глава 4. Человек с Окинавы 5. Глава 5. Разборка в «Доме голубых листьев» |  | - Фильм 2: 1. Глава 6. Резня в часовне «Две сосны» 2. Глава 7. Заброшенная могила Полы Шульц 3. Глава 8. Жестокий урок Пэй Мэя 4. Глава 9. Элли и я 5. Глава последняя. Лицом к лицу |  |

### Фильм 1

#### Глава 1. Вторая жертва
Глава полностью посвящена поединку между главной героиней и Вернитой Грин.

#### Глава 2. Окровавленная невеста
При осмотре часовни «Две сосны» полиция обнаруживает, что невеста (главная героиня фильма), пострадавшая во время произошедшей незадолго до этого резни, жива. В больницу, куда отправляют невесту, имени которой выяснить не удаётся, с целью убить её приходит Элли Драйвер; но получив звонок от Билла, Элли уходит, не довершив начатое.
Через 4,5 года женщина приходит в себя и сбегает из больницы.

#### Глава 3. История О-Рен
История жизни О-Рен Ишии, рассказанная главной героиней (полностью показана как мультфильм в стилистике аниме).

#### Глава 4. Человек с Окинавы
Главная героиня летит в Японию, на остров Окинава, где встречается с кузнецом-оружейником Хаттори Ханзо, чтобы заполучить изготовленный им меч, который будет использовать как орудие мести. Узнав, что её враг — Билл, Ханзо специально для неё изготавливает новый меч.

#### Глава 5. Разборка в «Доме голубых листьев»
Главная героиня прилетает в Токио, где в клубе «Дом голубых листьев» устраивает бой, в ходе которого убивает О-Рен и уничтожает большую часть её клана «88 бешеных».

### Фильм 2

#### Глава 6. Резня в часовне «Две сосны»
Глава рассказывает о проходившей в часовне «Две сосны» репетиции свадьбы и резне, которую устроили там боевики отряда «Смертоносные гадюки».

#### Глава 7. Заброшенная могила Полы Шульц
Беатрикс пытается убить Бадда, но он, предупреждённый Биллом, ждёт её и стреляет в неё зарядом соли из ружья. Бадд делает ей укол снотворного, связывает, помещает в гроб и закапывает её в чужой могиле с надписью «Пола Шульц». Беатрикс приходит в себя в гробу, вспоминает уроки старца Пэй Мэя, разбивает крышку гроба и выбирается из могилы. Меч Беатрикс работы Хаттори Ханзо попадает в руки к Бадду.

#### Глава 8. Жестокий урок Пэй Мэя
Глава полностью посвящена воспоминаниям Беатрикс об обучении у Пэй Мэя. Применив навыки, полученные во время обучения у Пэй Мэя, Беатрикс выбирается из могилы и направляется к трейлеру Бадда.

#### Глава 9. Элли и Я
В трейлере Бадда он сам и Элли Драйвер совершают сделку — меч Хаттори Ханзо за 1 000 000 долларов. Вместе с деньгами Элли подсовывает Бадду ядовитую змею, от укусов которой он умирает. В трейлер врывается Беатрикс. Происходит бой между Беатрикс и Элли; в ходе боя Элли лишается второго глаза. Беатрикс уезжает, забрав свой меч.

#### Глава последняя. Лицом к лицу
Беатрикс находит Билла и свою дочь, которую он воспитывал всё время, пока она лежала в коме. После знакомства с дочерью у Беатрикс происходит беседа с Биллом. Беседа переходит в бой. В результате него Беатрикс убивает Билла при помощи «пятипалого удара» и они с дочерью уезжают.

## Американская (международная) и японская версии фильма
Существует две версии фильма: американская (международная) и японская. Наибольшее количество различий касается первого фильма.

### Фильм первый
- Эпиграф в начале фильма: в американской версии это клингонская поговорка из сериала «Звёздный путь» — «Месть — это блюдо, которое лучше подавать холодным», в японской — посвящение японскому мастеру кинематографа Киндзи Фукасаку.
- В японской версии аниме-вставка, рассказывающая о детстве О-Рен Ишии, более кровава и брутальна (в сцене убийства Мацумото он и О-Рен сначала пьют вино, а само убийство демонстрируется более детально; в том числе показано, как девочка отрубает Мацумото голову).
- Бой в «Доме голубых листьев» в американской версии частично показан в чёрно-белом варианте, в японской он полностью показан в цвете и содержит больше сцен насилия и забавных моментов.[уточнить]
- Когда Софи Фаталь лежит в багажнике машины, в американской версии Беатрикс угрожает ей отрубить вторую руку, в японской она это делает[1].

### Фильм второй
Единственное различие между международной и японской версиями второго фильма состоит в монтаже сцены прибытия Беатрикс к Эстебану Вихайо.

## В ролях
| Актёр               | Роль                                                      |
| ------------------- | --------------------------------------------------------- |
| Ума Турман          | Беатрикс Киддо / Невеста / «Чёрная мамба» главная героиня |
| Дэвид Кэррадайн     | Билл / «Заклинатель Змей» главный герой и антагонист      |
| Майкл Мэдсен        | Бадд / «Рогатый гремучник»                                |
| Дэрил Ханна         | Элли Драйвер / «Калифорнийская горная змея»               |
| Люси Лью            | О-Рен Иши́и / «Водяной щитомордник»                        |
| Вивика А. Фокс      | Вернита Грин «Медноголовка»                               |
| Джули Дрейфус       | Софи Фаталь                                               |
| Тиаки Курияма       | Гого Юбари                                                |
| Сонни Чиба          | кузнец-оружейник Хаттори Ханзо                            |
| Гордон Лью          | Джонни Мо / Пэй Мэй                                       |
| Майкл Паркс         | шериф Эрл Макгроу / Эстебан Вихайо                        |
| Перла Хэйни-Джардин | Би-Би                                                     |

## Персонажи

### Отряд «Смертоносные гадюки»
«Отряд смертоносных гадюк» (англ. Deadly viper assassination squad) был создан главным героем фильма — Биллом. Состоял из 6 человек: самого Билла, Беатрикс Киддо, О-Рен Ишии, Верниты Грин, Элли Драйвер и Бадда. Существовал в полном составе около 5 лет, затем распался. У всех членов отряда, кроме Билла, были кодовые имена, обозначающие опасных ядовитых змей семейства гадюковых (себя Билл назвал «Заклинателем змей»). Некоторые члены отряда (сам Билл и по крайней мере ещё двое: Беатрикс Киддо и Элли Драйвер) до вступления в него проходили подготовку у Пэй Мэя, что само по себе являлось тяжёлым испытанием. Пятеро участников отряда — Билл, О-Рен, Бадд, Элли и Вернита — участвовали в резне в часовне «Две сосны».

#### Беатрикс Киддо
Беатри́кс Киддо́ — главная героиня фильма. Кодовое имя «Чёрная мамба» (англ. Black Mamba). Также известна как Неве́ста (англ. Bride). Настоящее имя в первой части не разглашается — при произношении оно «запикивается», в середине второго фильма произносится один раз. Свободно говорит по-японски. До вступления в отряд была ученицей Пэй Мэя (по инициативе Билла). В отряде пользовалась авторитетом. Узнав во время выполнения одного из заданий о своей беременности, попыталась завязать с отрядом и своим прошлым, чтобы начать новую жизнь. Владеет техникой рукопашного боя (стиль Тигра и Журавля знала ещё до обучения у Пэй Мэя), мастерски владеет холодным оружием. Основное оружие Беатрикс в течение фильма — катана (длинный японский меч) работы Хаттори Ханзо.

#### О-Рен Ишии

Люси Лью в роли О-Рен Ишии

Персонаж появляется только в первом фильме. О-Рен Иши́и, кодовое имя «Водяной щитомордник» (варианты: «Водяная змея», «Хлопковый рот» — англ. Cottonmouth). Дочь военных. Имеет японские, китайские, а также, возможно, американские корни, имеет восточную внешность. В возрасте 9 лет стала свидетельницей того, как её родители были убиты боссом якудза Мацумото и его подручными. О-Рен, которой удалось спастись, поклялась отомстить. В возрасте 11 лет осуществила задуманное: прикинувшись проституткой, оказалась в постели Мацумото и убила его.
К 20 годам О-Рен стала одной из лучших женщин-убийц в мире и вошла в «Отряд смертоносных гадюк». После распада отряда при идеологической и финансовой помощи Билла возглавила преступный мир Токио, поставив свой клан «88 бешеных» выше всех остальных кланов и встав во главе совета боссов якудза.
Является первой в списке убийств Беатрикс. Во время боя на мечах во дворе «Дома голубых листьев» О-Рен просит прощения за насмешку над уровнем владения Беатрикс холодным оружием, и последняя принимает извинения. Умирая, О-Рен не скрывает гордости, что приняла смерть от меча Хаттори Ханзо.

#### Вернита Грин

Вивика А. Фокс в роли Верниты Грин

Персонаж появляется только в первом фильме. Верни́та Грин, кодовое имя «Медноголовый щитомордник» (варианты: «Медянка», «Медноголовка», мокасиновая змея — англ. Copperhead). Чернокожая женщина (во время боя между нею и Беатрикс она шутит, что это её должны были бы звать «Чёрной мамбой»), о жизни которой до вступления в отряд ничего не известно.
Вскоре после резни в часовне «Две сосны» Вернита частично повторила путь Беатрикс: забеременела, решила покончить с прежней жизнью и ушла из «Смертоносных гадюк». В отличие от Беатрикс, ей удалось осуществить свой замысел: выйдя замуж за доктора Лоуренса Белла, она под именем Джинни Белл поселилась в городке Пасадена (штат Калифорния), где родила и затем воспитывала дочь Никки. Вернита — вторая в списке убийств Беатрикс. Предлагает Беатрикс честную дуэль на ножах и при этом пытается убить её у себя на кухне из пистолета, за что расплачивается жизнью.

#### Элли (Эль) Драйвер

Дэрил Ханна в роли Элли Драйвер в костюме медсестры

Э́лли (Эль) Дра́йвер, кодовое имя «Калифорнийская горная змея» (англ. California Mountain snake). О жизни Элли до вступления в отряд известно только то, что она, как и Беатрикс, проходила предварительное обучение у Пэй Мэя, который лишил её глаза за то, что она однажды назвала его «старым вонючим козлом». Элли не осталась в долгу и, посчитав, что научилась у него всему, чему можно, отравила Пэй Мэя рыбой. Ненавидит Беатрикс Киддо, но при этом отзывается о ней как о великом воине. Будучи в отряде, беспрекословно подчинялась Биллу и не стала убивать лежавшую в коме Беатрикс, так как Билл запретил ей это. После распада отряда хочет заполучить меч работы Хаттори Ханзо, принадлежавший Беатрикс, для чего коварно убивает Бадда. Элли — четвёртая в списке убийств Беатрикс и единственная, кто остаётся в живых к концу истории (Беатрикс только лишает её единственного глаза). Её дальнейшая судьба неизвестна. В финале фильма её имя стоит под знаком вопроса, в то время как имена других перечёркнуты.

#### Бадд
Бадд, кодовое имя «Рогатый гремучник» (англ. Sidewinder). Единственный, кроме самого Билла, боец мужского пола в отряде. Возможно, родной брат Билла. О жизни до вступления в отряд ничего не известно. Был против резни в часовне «Две сосны» и после распада отряда поселился в трейлере посреди калифорнийской пустыни близ Барстоу, где ведёт жизнь реднека и пьяницы, работает вышибалой в стрип-клубе. Когда Билл рассказывает ему о расправе, учинённой Беатрикс над О-Рен и её кланом, и предлагает помощь, Бадд отказывается от неё, говоря, что у Беатрикс есть право на месть и все они заслуживают смерти. Является третьим в списке убийств Беатрикс, но умирает не от её руки, а от укуса змеи, подброшенной Элли Драйвер.

#### Билл
Билл, кодовое имя «Заклинатель змей» (англ. Snake Charmer). Создатель и бессменный лидер отряда. С детства испытывал влияние друга матери — мексиканского сутенёра Эстебана Вихайо. Как и Вихайо, любит вести длинные разговоры на философские темы. Умеет играть на флейте. Является отцом Би-Би — девочки, которой была беременна Беатрикс. На протяжении четырёх лет, пока Беатрикс лежала в коме, растил и воспитывал Би-Би, готовя её к роли убийцы в будущем. Пятая и финальная жертва в списке убийств Беатрикс.

#### Пэй Мэй
Пэй Мэй — старец-отшельник, мастер боевых искусств. Китаец по происхождению. По словам Билла, впервые о нём узнали в 1003 году н.э., когда он был жрецом клана Белого Лотоса, то есть его возраст больше 1000 лет. По словам Билла, ненавидит американцев, по его собственным словам — японцев и любых женщин. Был отравлен Элли Драйвер в отместку за то, что лишил её глаза.

#### Хаттори Ханзо
Персонаж появляется только в первом фильме. Хатто́ри Ха́нзо — хозяин чайной на Окинаве. В прошлом — кузнец-оружейник, лучший в изготовлении мечей (Бадд требует у Элли 1 000 000 долларов за меч его работы, и она соглашается). Слово «ханзо» в переводе с японского означает «кузнец», поэтому его имя можно перевести просто как «кузнец Хаттори». Также является прекрасным фехтовальщиком, был одним из учителей Билла в боевых искусствах.
В действительности исторический Хаттори Ханзо был самураем и ниндзя (синоби-но-моно), а актер Синъити Сиба, сыгравший его в данном фильме, считался лучшим исполнителем Хаттори Ханзо в фильмах начала 80-х годов.

#### Софи Фаталь
Персонаж появляется только в первом фильме. Софи́ Фата́ль — личный адвокат, первый заместитель и лучшая подруга О-Рен Ишии. Полуфранцуженка-полуяпонка. Также в прошлом являлась протеже Билла, хотя и не состояла в «Отряде смертоносных гадюк».

#### Гого Юбари
Персонаж появляется только в первом фильме. Гого́ Юба́ри — личный телохранитель О-рен Ишии. Выглядит как девочка-школьница, носит школьную форму. На момент боя с Беатрикс ей 17 лет. По словам Беатрикс, страдает психопатией; отличается кровожадностью и неадекватным поведением. В фильме её главное оружие — сурудзин (японская разновидность гасила).

#### Би-Би
Персонаж появляется только во втором фильме. Би-Би — дочь Беатрикс и Билла. С рождения и до четырёх лет воспитывалась отцом, который с раннего детства готовил её к будущей роли убийцы. Под его наставничеством в детском возрасте начала проявлять жестокость — убила аквариумную рыбку.

## Саундтрек
В дополнение к фильму было выпущено два одноимённых альбома, по 19 и 15 треков в каждом соответственно. Помимо композиций, прозвучавших в фильме, в него включены и отрывки из самых ярких диалогов героев.